# معتصم
ابواسحاق محمد المعتصم بالله هشتمین خلیفه عباسی (۲۱۸–۲۲۷ ه‍.ق/۸۳۳–۸۴۲ میلادی)، سومین فرزند هارون الرشید از کنیزی ترک‌تبار به نام مارده بود که پس از برادرش مأمون به خلافت رسید.

## تجاوز جنسی به دختر سرداران ایرانی
در سیاست نامه نوشته خواجه نظام الملک طوسی نویسنده مشهور قرن پنجم هجری که در آن چگونگی مبارزه و دستگیری و سرنوشت خانواده بابک خرمدین، افشین و مازیار گبر را شرح داده شده است. در این کتاب نقل است که روزی معتصم سه بار پیاپی شراب می‌نوشد و به حجره ای می‌رود باز از حجره در می‌شود و حجره ای دیگر می‌رود و سه بار از حجره ای به حجره ای دیگر وارد می‌آید و در آخر پس از غسل کردن، نماز شکر می‌خواند. قاضی یحیی، وزیر معتصم که از این کار متعجب گشته بود، علت را پرسید و خلیفه پاسخ گفت:نماز شکر، به خاطر نعمتی از نعمت‌های خدای عزوجل که امروز به من ارزانی داشت؛ که در این ساعت از سه دختر پرده ی بکارت برداشتم؛ که هر سه از دشمنان من بودند؛ یکی دختر بابک خرمدین ، دیگر دختر افشین و سومی دختر مازیار گبر؛ این نوشته از چاپ‌های پس از انقلاب ۱۳۵۷ حذف شده و صرفاً در چاپ‌های دوران شاهنشاهی پهلوی دیده می‌شود.

## روزگار معتصم
زمانی که مأمون در سال ۲۱۸ هجری قمری مرد برادرش معتصم به خلافت رسید. ترکان در زمان او در دستگاه خلافت راه یافتند و بعد از آن رفته رفته نفوذ اعراب کم شد و قدرت خلافت هم در خطر تجزیه قرار گرفت و بعد از معتصم پسرش واثق به خلافت رسید و در زمان خلافت واثق و برادرش متوکل راه برای غلبهٔ ترکان به دستگاه خلافت گشوده شد. معتصم اوقات بسیاری را صرف عشرت و طرب می‌کرد. تا زمان معتصم در خزانه عباسیان ثروت بسیاری وجود داشت. خلفا با این ثروت هر روز بیشتر در عیش و فسق و تجمل و گناه غرق می‌شدند و هر روز بیشتر در خواب بی‌خبری فرومی‌رفتند. معتصم جانشین مأمون استخدام ترک‌ها را توسعه داد و لشکری منظم از آن‌ها به وجود آورد. در بغداد مردم از ترک‌ها به ستوه آمدند. معتصم سامره را ساخت و با ترک‌های خود در آنجا منزل گرفت معتصم با لشکرش فتح‌های زیادی کرد او زطها را که قومی در بطائح بصره بودند و شورش کرده بودند وادار به تسلیم کرد به جنگ روم رفت و عموریه را فتح کرد و به این صورت قتل و غارتش را که امپراتور اخیراً در خاک اسلام کرده بود جواب داد. لشکری به سرداری افشین برای رفع خرمدینان فرستاد و سپس از جنگ‌های طولانی بابک رئیس قوم فرار کرد در ارمنستان یکی از خوان‌های ارمنی به طمع جایزه او را گرفت و برای افشین فرستاد از پیروان بابک عده ای کشته شدند و عده ای به خاک روم گریختند بابک را مثله کردند و تنش را در سامرا به دار آویختند و به افشین تاج و جایزه دادند ولی بعدها افشین نیز به دار آویخته شد زیرا با مازیار بر ضد خلیفه همداستان شده و همچنین به کیش بت پرستان بوده است. جسد افشین را بعد از دار زدن با مقداری بت که از خانه او پیدا کرده بودند سوزاندند. مازیار ایالت طبرستان را به نام عباسیان اداره می‌کرد و بعدها خواستار استقلال شد عبدالله طاهر به فرمان معتصم به خراسان لشکر فرستاد تا مازیار را بگیرند و به سامرا بیاورند او را با ضرب تازیانه کشتند و در کنار بابک و افشین به دار آویختند. یکی از نزدیکان افشین به نام منکجور که والی آذربایجان بود یاغی شد معتصم به وسیلهٔ ترکی به نام بغا او را شکست داد مسئله لشکر ترک‌ها بعدها برای خلیفه مسئله مهمی شد زیرا غلامان قویتر می‌شدند و طمعشان بیشتر می‌شد تا جایی که خلافت و خلیفه را در مشت خود گرفتند. معتصم در سال ۲۲۰ هجری قمری محمد تقی امام نهم شیعیان را از مدینه به بغداد آورد که همان سال در آن شهر درگذشت و در مقابر قریش دفن شد. به نقل از مسعودی، قتلِ محمد تقی به دست ام‌فضل در بغداد صورت گرفت و ام‌فضل به پاداش این خدمت، به حرمسرای معتصم راه یافت. ابن طولون و همچنین ابن صباغ در الفصوص المهمه نیز راه یافتن ام‌فضل به حرمسرای معتصم را گواهی بر دست داشتن او در این قتل می‌دانند. معتصم در سال ۲۲۷ هجری قمری در سامره و در سن ۴۷ سالگی درگذشت. پس از او پسر ۳۱ ساله‌اش هارون ملقب به الواثق باالله به سلطنت رسید. مادر واثق کنیزی رومی (یونانی) بود و جعفر برادر او که از مادری خوارزمی زاده شده بود، متوکل علی‌الله لقب داشت.

## ترکان بغداد
معتصم برای تحکیم قدرتش راهی متفاوت از برادرش مأمون پیش گرفت. او لشکر خاصی از بردگان آزاد شده که بیشترشان اصل و نسبی ترکی داشتند تشکیل داد. او امیدوار بود که با این کار از اتکا به دیگر صاحبان قدرت بی‌نیاز شود و مقابل رقیبان خواه فرماندهان نظامی و سپاه خراسان که با مأمون به عراق آمده بودند و خواه علمای دینی دست برتر داشته باشد.
در دربار معتصم رقابت شدیدی بین نژاد ترک و عرب و ایرانی به وجود آمده بود و سرداران خلیفه به دشمنی با یکدیگر افتاده بودند و دربار معتصم کانون توطئه‌ها و دسیسه سرداران خلیفه شده بود. این اختلافات پناهگاه خوبی برای خلیفه بود و معتصم به این اختلافات بین سرداران دامن می‌زد. بغداد از آغاز دوره معتصم شاهد جنب و جوش ترکان گشته بود و آنها را به این دلیل به خدمت آورده بودند که در مقابل نیروی خراسان تعادلی ایجاد کنند در هر سال هزاران بنده مملوک از آن سوی جیحون به بغداد می‌آوردند. این بندگان با تندی و بی‌پروایی که داشتند بیشتر مواقع مورد عنایت خلیفه واقع می‌شدند و به سرعت فرماندهی می‌یافتند. اعراب دلسردتر و مأیوس‌تر می‌شدند، زیرا نفوذ ترکان در دستگاه خلیفه افزونتر می‌شد. اما ایرانیان در برابر ترکان هرگز جاخالی نمی‌کردند زیرا نفوذ معنوی و فرهنگی داشتند اما تازیان خواه نا خواه جای خود را به ترکان دادند و به جای آن که مانند قبل از ارکان خلافت باشند، مایهٔ تهدید آن بودند. ترکان معتصم جامه‌های دیبا و کمربندهای زرین داشتند و به وسیله لباسشان از بقیه سپاهیان شناخته می‌شدند و رفتار خشونت‌آمیز و ناهنجار آنان مردم بغداد را به ستوه می‌آورد. در بازارها و کوچه‌های تنگ اسب می‌تاختند و کودکان و ضعیفان را آزار می‌دادند. این رفتار ترکان، مردم بغداد را سخت به ستوه آورده بود و وقتی یکی از ترکان به زنی یا کودکی پیری یا کوری آسیب می‌رساند مردم با او درافتاده و هلاکش می‌کردند. در آخر مردم از ترکان سخت به ستوه آمده و نزد معتصم رفتند و گفتند اگر لشکر خود را از بغداد بیرون نبری با تو جنگ می‌کنیم و معتصم از آنان پرسید چگونه با من جنگ می‌کنید؟ آنها گفتند با تیر آه سحرگاه، معتصم گفت من طاقت آن را ندارم و به همین دلیل خلیفه شهر سامرا را بنا کرد. امیران ترک در دستگاه خلافت نفوذ و قدرت زیادی داشتند کار آنها اندک اندک به جایی رسیده بود که گاه در روز روشن یکی آنان را می‌دید که دست در چادر دختر جوانی می‌کرد و او را با زور می‌کشید و زن هر چه فریاد می‌زد که ای مسلمانان به داد من برسید این مرد دارد مرا به مکابره می‌برد تا ب من فساد کند کسی به فریاد آن زن نمی‌رسید زیرا که این امیر محتشم و گردنکش بود و پنج هزار سوار خیل داشت و هیچ‌کس نمی‌توانست با او حرفی بزند ولی با این همه معتصم به ترکان که از خویشان مادری او بودند بیشتر از اعراب و ایرانیان اعتماد داشت. به باور معتصم خدمت هیچ طایفه بهتر از ترکان نیست و به همین دلیل امیران ترک بیش از سایر امیران مورد عنایت بودند و این توجه معتصم به ترکان بین امیران رقابت شدیدی به وجود آورده بود.

### نفوذ ترکان
خلیفه معتصم که از سلطه ایرانیان ترس داشت سعی داشت نیروی ترکان را تکیه گاه خود بسازد چون حمایت و دوستی اعراب را از دست داده بود و برای راضی نگهداشتن ترکان دست آنان را به مال و جان مردم باز گذاشت نتیجه این عمل باعث شیوع فساد و رشوه و رواج ظلم و ناامنی شد در بغداد کسی بر جان و مال خود ایمنی نداشت ترکان مردم را هزار گونه آزار می‌رساندند و خلیفه نمی‌توانست جلوی آنان را بگیرد.

## اوضاع طبرستان و شورش در ایران
عباسیان از سال ۱۳۲ به روی کار آمدند و سیاست آنها تا قبل از معتصم که در دوره او ترک‌ها بر روی کار آمدند حمایت از ایرانیان و تقویت آنان علیه اعراب بود. اوضاع آذربایجان و طبرستان و خراسان از اواخر دوران خلافت هارون تا دوره معتصم باعث نگرانی بود. دشمنان خلافت مقاومتشان بیشتر به شمال و غرب ایران منتقل می‌شد زیرا کوه‌های بلند و راه‌های دشوار این محدوده سرکشی‌ها و شورش‌ها را در مردم ایران تقویت می‌کرد. مردم این ناحیه‌ها در برابر تازیان و سپاهیان خلفا مقاومت کردند و سالها با مسلمانان نبردهای سختی کردند. مردم طبرستان نسبت به تازیان کینه و نفرت زیادی داشتند در سال ۱۶۰ مردم امیدوار کوه از ستم کارگزاران خلیفه خشمگین شدند و علیه تازیان شوریدند مردم سراسر طبرستان در یک روز عربان را به باد کشتار گرفتند علاوه بر خود اعراب ایرانیانی که مسلمان شده بودند باعث کینه و نفرت مردم بودند این کینه به گونه ای بود که در طبرستان همه عربان و مسلمانان یکسره برافتادند انتقام خلیفه هم نتوانست در ارادهٔ این مردم که آشکارا با هر چه که به عربان مربوط بود مقابله می‌کردند خللی پدیدآورد. یزید بن مهلب که سردار عرب در گرگان بود سوگند خورد که خون عجم را در آسیاب بگرداند و آسیاب را هم بگرداند و گندم را آرد کند و نانش را هم بخورد اما این کینه و نفرت که نسبت به دستگاه خلافت تازیان بود مقارن با دوران مأمون و معتصم مازیار و خیلی‌های دیگر را به فکر استقلال طلبی انداخت.

### قیام بابک
در سال ۲۰۰ بابک به نام آیین خرم دینان و برای ادامه نهضت جاویدان مزدکی قیام کرد و به زودی پیروان زیادی پیدا کرد و تعداد زیادی از کشاورزان و روستاییان با او همراه شدند. مأمون خلیفه درگیر گرفتاری‌های خود بود او مشغول مسئله ولایت عهدی علی بن موسی الرضا و توطئه‌هایی که ایرانیان و مخصوصاً آل سهل بر ضد او تهیه کرده بودند بود ناراضی بودن عباسیان بغداد مأمون را مشغول کرده بود و همین فرصت مناسبی برای بابک بود. او در کوهستان‌های آذربایجان قدرت زیادی به دست آورد حتی به نقل بلعمی چند بار سپاه سلطان را شکست داده بود. جایگاه او در کوه‌های ارمنیه و آذربایجان بود جای سختی که سپاه نمی‌توانست برود و او با این راهکار تا ۲۰ سال در آنجا ماند. در این ۲۰ سال مأمون و معتصم برای برانداختن او چاره جویی‌های بسیار کردند و لشکرهای بسیاری برای گرفتن او فرستادند اما علاوه بر نارضایتی مردم که دیگر مایل نبودند بار دیگر عربان را تحمل کنند تنگی راه‌ها و سختی سرماهای آن محدوده سرداران مسلمانان را با شکست رو به رو می‌کرد.

### اقدامات افشین
افشین تا زمان بنی عباس بوده و تاریخ او بسیار مهم و عبرت آمیز است. او به فرمان معتصم کشته شد و اعتراض و اتهامی که باعث قتل او شده همان لفظ یا صفت خداوندگار است که پیروان او آن را با آن خطاب می‌کردند و با آن نام نامه می‌نوشتند.
معتصم در سال ۲۲۰ خیدر بن کاوس امیرزادهٔ اشروسنه معروف به افشین را به جنگ بابک فرستاد. افشین که یک امیرزاده با نژاد ایرانی بود برای ایجاد دولتی ایرانی در بغداد و برانداختن بنیاد خلافت تازیان توطئه‌ها می‌کرد. دوستان خلیفه افشین را به هواداری عجم و به تمایلات مجوسی متهم می‌کردند او با مازیار و بابک دوست بوده و پنهانی برای برانداختن خلافت بغداد با آنان همکاری می‌کرده است. چند سال بعد که مازیار دستگیر شد به وجود این نقشه اعتراف کرده و گفته بود من و افشین و خیدر بن کاوس و بابک هر سه از قدیم عهد و پیمان کرده بودیم و قرار داشتیم که دولت از عرب بگیریم و ملک و جهانداری را با خاندان کسرویان نقل کنیم با این حال وقتی که خلیفه به او پیشنهاد داد که برای قهر و گرفتن بابک به آذربایجان برود در این کار تردید نکرد.

### جنگ‌های بابک و افشین
جنگ‌های بابک با افشین در حصارهای محکم و طبیعی کوه‌های آذربایجان مدت‌ها ب طول انجامید. این جنگ‌ها مدت سه سال از ۲۲۰ تا ۲۲۳ هجری قمری دوام داشت. معتصم برای پایان دادن به این جنگ‌ها افشین را اکرام بسیار کرده بود. علاوه بر ولایت آذربایجان و ارمنستان که به او داده بود سپاه و خواسته و آلات جنگ و چهارپایان بسیار با او فرستاده بود. قبل از عزیمت افشین نیز محمد بن یوسف مأمور شده بود به آذربایجان برود و حصارهایی را که بابک ویران کرده بود از نو بسازد. محمد بن یوسف در این مأموریت با سپاه بابک درآویخته بود و عده ای از خرمدینان را کشته بود و جمعی را اسیر کرده بود اما وقتی افشین به آذربایجان رسید تصمیم گرفت علاوه بر شمشیر از حیله و چاره هم برای برانداختن بابک کمک بگیرد به همین دلیل جنگ‌هایی که بابک با افشین کرد از اول با نیرنگ همراه بود. افشین تازه به آذربایجان رسیده بود که محمد بن بعیث سردار خلیفه که با خرمیه پیمان صلح داشت عهد خود را شکست و با سپاه بابک با خیانت و خدعه جنگید. زمانی که افشین به آذربایجان آمد عصمت نام سپهسالار بابک به در حصار شاهی که محمد بن بعیث کوتوال آن بود پایین آمد. محمد بن بعیث برای لشکر او به عادت همیشه علوفه فرستاد و وقتی شب شد عصمت را به باده مهمان کرد وقتی آنها مست شدند محمد بن بعیث آنها را کشت و دست عصمت را بست و به او گفت به سران سپاهت بگو تا بیرون بیایند وگر نه تو را می‌کشم عصمت تمام سرهنگان خود را به درون حصار می‌خواند و محمد بن بعیث آنها را می‌کشت بازماندگان سپاه وقتی این خبر را فهمیدند همه فرار کردند بعد از آن افشین بر همهٔ راه‌ها دیده‌بانانی قرار داد و لشکرهایی بر تنگناها و حصارها گذاشت.

### جنگ و خدعه افشین
بابک در حصارهای محکم و ایمن بود و تا هفت ماه از این حصارها بیرون نیامد و با سپاه افشین مقابله نکرد. افشین دلتنگ و ناراحت شد و به فکر چاره و حیله افتاد. به معتصم نامه نوشت و از او درخواست کمک کرد معتصم صد شتر با درم و سیصد غلام ترک همراه بغای کبیر نزد او فرستاد. بغا بعد از سه روز به اردوگاه افشین رسید افشین به او نامه نوشت و از او خواست یک ماه در آنجا صبر کند و به او بگوید که این مالها را یک روز برای افشین می‌برم تا جاسوسان این خبر را به بابک رسانده و او برای تاراج این مالها از حصار خود بیرون بیاید آنها همین کار را کردند و بابک با پنج هزار تن سوار بیرون آمد. بغا به دستور افشین درهم هارا شبانه به جای گذاشته بود و شتران بی بار همراهش آورده بود حیله ای که افشین کرده بود درنگرفت و بابک بدون آنکه آسیبی ببیند مقداری غنایم به دست آورد و فرار کرد. از آن به بعد چندین جنگ بین سپاه بابک و افشین درگرفت که هر کدام نوبتی به پیروزی می‌رسیدند. سپاهیان بابک پناهگاه‌های بسیاری داشتند و با این که از برف و سرما رنج بسیا می‌بردند دلیرانه مقاومت می‌کردند اما یاران افشین که به سرمای سخت و راه‌های دشوار عادت نداشتند رفته رفته ملول می‌شدند. دو سال به همین صورت گذشت از سپاه افشین بسیاری هلاک شدند اما معتصم همواره سپاه تازه و وسیله فراوان می‌فرستاد در آخر افشین به فکر گرفتن حصار بابک افتاد بابک خروارها خوردنی برای لشکریان افشین فرستاد و گفت شما مهمان مایید و در این ده روز که به سوی حصارمان می‌آیید خوردنی ندارید افشین آن خوراکی‌ها را پس داد و به بابک گفت ما خوردنی نداریم و می‌دانم تو اینکار را می‌کنی تا تعداد سپاه ما را بدانی در این سپاه سه هزار مرد جنگی است و با امیرالمؤمنین سیصد هزار مسلمانند که همه با او یکدلند و تا زنده اند دست از جنگ با تو برنمی‌دارند. اکنون تو بهتر می دانی بخواهی به زنهار نیایی و بخواهی بجنگی شکست خواهی خورد. بابک جنگ را قبول کرد و در حصار ماند افشین نیز به دنبال راهی برای دستگیری او بود. این حال مدت‌ها طول کشید و سپاه افشین با سختی جنگیدند و بسیاری از سپاه بابک تلف شدند و در آخر بابک در کار فرو ماند و حصار را باز نمی‌کرد و لشکر افشین از دور حصار دورتر نمی‌رفتند. بابک به فکر حیله افتاد ب بام آمد و از افشین خواست نزدیک بیاید تا با او سخنی بگوید افشین به پای دیوار آمد بابک زنهار خواست و گفت گروگان من پسر بزرگترم است لشکریان افشین نیز حصار را رها کردند و به جای خود برگشتند و بابک در شب با پنجاه مرد که با او در حصار بودند به سوی ارمنستان فرار رفتند. در آخر سهل بن سنباط که از آمدن بابک به ارمنستان با خبر شده بود او را به سرای خود دعوت کرد و پنهانی به افشین نامه نوشت و گفت که بابک نزد اوست و زمانی که بابک را برای شکار بیرون برد در آنجا او را تسلیم افشین کرد. روز دیگر معتصم بر نشست و مردم از دروازه عامه تا مطیره صف کشیدند و معتصم می‌خواست مردم بابک را به رسوایی و خواری ببینند از یاران خود پرسید او را به چه صورت بیاورند آنها گفتند فیل برای آوردن او مناسب است پس دستور داد فیلی آوردند و بابک را لباسی زیبا پوشاندند و کلاه سمور سرش کردند و با انبوهی از مردم به درگاه امیرالمؤمنین در دارالعامه آوردند. معتصم دژخیم خواست تا دست و پایش را ببرند و دژخیم او را نودنود می‌خواندند حاجب از باب العامه آمد و نود نود را خواند و وقتی او بالا آمد معتصم دستور داد تا هر دو دست بابک را قطع کنند خونسردی و بی پروایی دلیرانه ای که بابک در برابر مرگ داشت شایستهٔ قهرمانان بود وقتی بابک به دست معتصم اسیر شده بود برادرش که در آنجا بود به او گفت بابک تو کاری کردی که هیچ‌کس نکرد اکنون صبری کن که دیگری نکرده باشد بابک گفت خواهی دید که چگونه صبر می‌کنم. وقتی یک دست او را بریدند دست دیگرش را برخون خود زده و بر صورتش مالید معتصم پرسید این چه کاری است و او گفت شما می‌خواهید هر دو دو دست و هر دو پای مرا ببریدو این گونه رنگ صورتم زرد می‌شود می‌خواهم روی خود را از خون سرخ کنم تا مردم نگویند روی او از ترس زرد شد و بابک این همه شکنجه را تحمل کردو سخنی نگفت و دم بر نیاورد معتصم دستور داد تا او را در جانب شرقی بغداد میان دو جسد بردار کردند.

### رقابت با طاهریان
افشین غنایمی را که در آذربایجان و ارمنستان به دست می‌آورد به اشروسنه می‌فرستاد. این هدایا از خراسان می‌گذشت و امیر خراسان از آن واقف می‌شد. عبدالله طاهر این خبر را به معتصم فرستاد. معتصم دستور داد تا عبدالله صورتی از هدایایی که افشین به اشروسنه می‌فرستد به دست آورد. زمانی که کاروانهای طلا و نقره افشین به قصد اشروسنه از نیشابور می‌گذشت عبدالله طاهر دستور داد تا اموال کاروانیان را که در دستارها پنهان بود از ایشان بگیرند عبدالله پرسید این اموال برای کیست آنان گفتند برای افشین است عبدالله طاهر گفت اگر افشین می‌خواست چندین مال به جایی بفرستد برای من می‌نوشت تا بدرقه ای همراه آن کنم شما دزدید و این مال را از دزدی به دست آوردید به این صورت عبدالله مال را از آنان گرفت و به لشکریانش داد بعد از آن به افشین نامه نوشت و گفت من فکر نمی‌کنم که تو چندین مال به اشروسنه بفرستی بدون آن که من را آگاه کنی تا نگهبانان را برای بدرقه همراهش کنم. من آن مال را بین سپاه خودم تقسیم کردم اگر برای تو نیست به سزای لشکریان و بندگان خلیفه معتصم است و اگر برای خودت است چون مالی که باید لشکر داده شود برسد عوض خواهم داد. این واقعه کدورت بین افشین و عبدالله طاهر را قویتر کرد و این دو رقیب برای از بین بردن هم ستیز می‌کردند. گرفتاری بابک به دست افشین باعث مهر و عناین خلیفه معتصم نسبت به او شده بود و بسیاری نزدیکان خود را از سامرا به پیشواز او فرستاد و او را اکرام بسیار فرمود و تاج زرینی آکنده از زمرد سبز و یاقوت سرخ با دو کمربند گرانبها به او هدیه کرد و دستور داد تا اترجه دختر اشناس سردار بزرگ ترک را با پسر افشین که حسن نام داشت عقد ازدواج ببندند و در مراسم عروسی تکلف بسیار کردند و افشین را شاعران بسیار ستودند. این مهربانی و و دوستی خلیفه معتصم باعث کینه طاهریان و سایر رقیبان افشین را که در دربار خلیفه نفوذ داشتند برمی‌انگیخت.

### بدگمانی خلیفه نسبت به افشین
کسانی که نسبت به افشین کینه داشتند برای این که خلیفه را نسبت به او بدگمان کنند به او تهمت زدند که او با بابک در نهان سازگاری دارد و از او حمایت می‌کند معتصم در حق افشین بدگمان شده بود و می‌خواست او را بیازماید از او پرسید در برابر بابک چه کاری درست است آیا درست است که او را نگذاریم او مردی قوی است و در کارهای جنگ و لشکرکشی همتا ندارد افشین گفت یا امیرالمؤمنین کافری که چندین تن از خون مسلمانان را ریخته است چرا باید زنده بماند معتصم وقتی این سخن را شنید فهمید که آنچه به او گفتند دروغ است افشین به طمع مقام و مال و خانواده و زادبوم همه چیز خود را فدای دوستی خلیفه کرده بود و مورد مهر و توجه خاص خلیفه معتصم بود و برای این که به آرزوی خود برسد به یک اقدام دیگر نیاز داشت باید با نیرنگ عبدالله طاهر را که رقیب خود می‌دانست مورد غضب خلیفه قرار می‌داد و جای او را می‌گرفت و به جای او به امارات خراسان می‌رسید قیام مازیار به او نوید می‌داد که به این هدف می‌تواند دست یابد.

### عبدالله طاهر والی خراسان
معتصم کنیزکی زیبا نزد عبدالله طاهر فرستاد که به هنگام فرصت مناسب او را مسموم کند اما آن کنیزک وقتی به خراسان رسید و عبدالله را دید شیفته او شد و این راز را به او گفت عبدالله چیزی نگفت ولی از آن به بعد بسیار احتیاط می‌کرد و خود را از معتصم و دربار او دور نگه می‌داشت با این همه اعتماد معتصم را به خود جلب کرد که باعث تحریک کینه و حسد افشین و عاقبت خرابی کار او شد. عبدالله طاهر در زمان معتصم دردفع مخالفان خلیفه تلاش کرد و این کار از اسباب جلب اعتماد معتصم در حق او بود محمد بن قاسم که نسبت خود را به علی بن حسین می‌رسانید در طالقان خروج کرد و عده ای دور او جمع شدند. عبدالله طاهر او را گرفت و نزد خلیفه فرستاد همین‌طور اصفهبد طبرستان در سال ۲۲۴ هجری قمری نیز بیشتر با تلاش او فرو نشست. این قیام که ظاهراً تا حدی به تحریک افشین آغاز شده بود با تلاش عبدالله دفع شد. به این صورت عبدالله طاهر در نزد معتصم قبول تمام یافته بر رقیبان و بدخواهان خود که افشین سردار معروف معتصم و امیرزادهٔ معروف اشروسنه که خطرناک‌ترین آنها بود پیروز شد. بعد از معتصم و در عهد خلافت واثق هم عبدالله همچنان امارت خراسان را داشت او در زمان واثق در نیشابور بعد از چند روز بیماری وفات یافت.

### مازیار و طاهریان
معتصم به مازیار نامه نوشت و ازاو خواست که مال را به نزد عبدالله طاهر بفرستد و او گفت که من به عبدالله خراج نخواهم داد ولی آن را به درگاه خلیفه خواهم فرستاد و از آن به بعد مازیار خراج را به نزد خود خلیفه معتصم می‌فرستاد و وقتی آن مال به همدان می‌رسید معتصم از جانب خود کسی را می‌فرستاد تا آن را به معتمد عبدالله دهند و به خراسان برند و چندین سال به همین صورت گذشت و دشمنی بین مازیار و عبدالله طاهر بیشتر شد. افشین هم که با طاهریان دشمنی داشت فرصتی به دست آورد او بر اثر فتح آذربایجان و پیروزی بر بابک نزد معتصم جایگاه بلندی داشت. او از اختلاف مازیار و عبدالله با خبر بود و به ولایت خراسان چشم داشت و می‌خواست جای عبدالله طاهر در خراسان را بگیرد و چیزی که به او امید می‌داد نگرانی خلیفه از عبدالله طاهر بود. معتصم از عبدالله رنجش داشت اما جرئت کافی برای عزل او از حکومت خراسان در خود نمی‌دید. افشین از خلیفه می‌شنید که می‌خواهد آل طاهر را از خراسان معزول کند.
افشین که از عبدالله طاهر نفرت داشت و می‌خواست به حکومت خراسان برسد از خشم و نفرت معتصم نسبت به عبدالله طاهر آگاه بود و می‌دانست که مازیار با عبدالله طاهر خواهد جنگید برای همین مازیار را برای رسیدن به حکومت خراسان وماوراءالنهر مناسب می‌دید. او مازیار را به قیام بر ضد عبدالله طاهر تحریک کرد. او به مازیار نامه‌های زیادی نوشت و اظهار دوستی کرد و به او گفت که خلیفه ولایت خراسان را به او وعده داده است و او را به جنگ با عبدالله تشویق کرد و به او گفت که در نزد معتصم از او هواداری می‌کند. افشین مازیار را قربانی نقشه‌های جاه طلبانهٔ خود کرد و او را به قیام بی سرانجامی وادار کرد.

### کشف توطئه افشین
وقتی مازیار را به سامرا نزد خلیفه می‌بردند در راه او را مست کردند و او ارتباطش با افشین را فاش کرد. مازیار به دست نزدیکان عبدالله طاهر گرفتار شد نهضت او فرو نشست و خیال‌های افشین نقش بر آب شد. جاه و حشمت افشین در بغداد و مقام و منزلتی که در نزد خلیفه داشت باعث حسادت درباریان خلافت می‌شد و مخالفانش را به دشمنی آشکار بر ضد او برمی‌انگیخت و در آخر آنها افشین را به محامه کشاندند اتهام او نسبت به معتصم نبود بلکه او متهم بود که هنوز آیین نیاکانش را دارد و با این که اسلام آورده است در دل به آیین دیرین خودش باقی مانده است عده ای از مردم سغد و همکیشان او برای شهادت حاضر شده بودند. سر انجام افشین در زندان مرد و دوران قدرت و شکوه شاهزاده اشروسنه به پایان رسید.

## عیاران و راهزنان
کارگزاران حکومت با شکنجه از مردم خراج می‌گرفتند و بازرگانان مجبور می‌شدند دست از کار خود بکشند مردم برای رهایی از ظلم و شکنجه عمال دولت مجبور بودند شورش کنند همه جا ناامنی بود رهزنان و سالوکان در راه‌ها به جان مردم می‌افتادند. عیاران و شاطران امنیت مردم در شهرها را تهدید می‌کردند نتیجهٔ این ظلم‌ها و فجایع درماندگی و پریشانی مردم بود. تعادل و توازن در امور دیگر هم نه به وجود می‌آمد و نه پایدار می‌ماند شورش‌ها و آشوب‌های زیادی به وجود آمد عیاران و رهزنان در شهر و بیابان مردم را به ستوه آوردند و در آخر بغدادیان برای دفاع از جان و مال خود مجبور شدند به دفع آنان اقدام کنند. در دوره خلافت امین بغداد کاملاً به دست شاطران و عیاران افتاد و امین برای جنگ با مأمون از آنان کمک می‌گرفت. در دوره حکومت حسن بن سهل فتنه جویی آنان در بغداد و عراق باعث سلب امنیت و آزادی مردم شده بود قدرت و سلطه مأمون و معتصم زمانی بر این پریشانی‌ها سایه افکند اما بعد از معتصم ضعف خلفا ترکان را چیره کرد از آن به بعد حکومت در دست سپاهیان بود و از خلیفه جز اسمی در میان نبود.